# زابل
زابُل، مرکز شهرستان زابل در استان سیستان و بلوچستان است. این شهر در فاصله ۲۰۵ کیلومتری
شمال شرقی شهر زاهدان جای دارد. زابل بعد از زاهدان، پرجمعیت ترین و مهم ترین شهر استان سیستان و بلوچستان است. شهر زابل از در ارتفاع ۴۸۰ متری از سطح دریا قرار گرفته و در سرشماری سال ۱۳۹۵، ۱۳۴٬۹۵۰ تن جمعیت داشته است در چند سال اخیر به جهت خشکی رود هیرمند  و خشکسالی  این منطقه مهاجرت از این شهر بشدت افزایش یافته و این باعث رشد منفی جمعیت  زابل شده است. فرمانداری زابل در سال ۱۳۹۲ ه‍.ش به بخش اراضی به ویژه و معاونت استانداری تغییر یافت.

## پیشینه

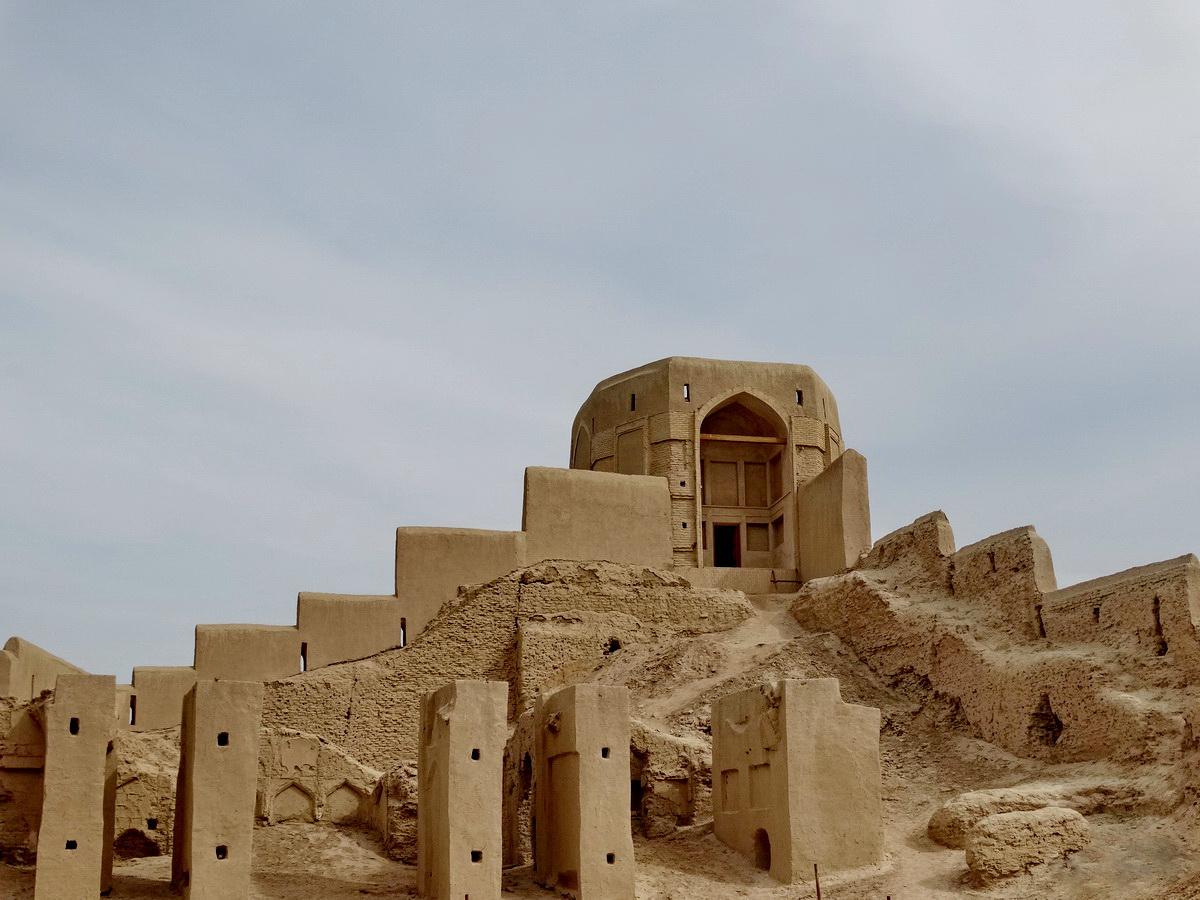
ارگ سکوهه

### پیشینهٔ منطقهٔ سیستان
«زَرَنکا» در سنگ‌نوشته‌های هخامنشیان یکی از ساتراپی‌های مهم به‌شمار می‌رفته و دلیل آن نیز مالیاتی بوده که به دولت می‌پرداخته و سازگاری گزارش هرودوت پس از مصر و میانرودان در رده سوم بوده و افزون‌بر این، کوروش بزرگ هخامنشی به مردم این منطقه لقب یاری‌گر داده است. این سرزمین بعدها با آمدن اقوام ایرانی دیگر که در نوشته‌های تاریخی به سکاها شهره بوده‌اند نام سکستان به خود می‌گیرد و این رخداد به ۲٬۱۲۵ سال پیش بازمی‌گردد.
در این روزگار سیستان افزون‌بر نگهداری جایگاه پیشین نیرومندتر دیده می‌شود و خاندان سورن که سکانشاه از میان آن‌ها برگزیده می‌شود حق داشت تا در هنگام پادشاهی ایران زمین تاج را بر سر شاهنشاه اشکانی بگذارد. نبرد حران داستان تاریخی است از رویارویی سورنا شاه سکستان (سیستان) با کراسوس یکی از سرداران سه‌گانهٔ روم بااینکه برتری فراوان رومیان کراسوس شکست می‌خورد و تاوان یورش به ایران زمین را با سر بریده‌اش می‌پردازد که توسط سورنا برای اردوان شاهنشاه ایران فرستاده می‌شود. در روزگار ساسانیان نیز شاه سکستان و تورستان و سرزمین‌های کرانه سند عنوان سکانشاه یا همان شاه سیستان در کتیبه‌ها ثبت شده است.

### پیشینهٔ شهر کنونی زابل
شهر زابل بیشتر از دویست سال پیشینه دارد، زمانی که رود هیرمند شهر کهن سیستان را ویران کرد، به جای آن، روستای حسین‌آباد هستهٔ نخستین شهر زابل را تشکیل داد. شهر کهن سیستان همان زاهدان کهنه باشد که از دوران خلف بن احمد صفاری تا زمان یورش تیمور گورکانی مرکز سیستان بود. حسین‌آباد در ۱۲۵۳ بر اثر درگیری‌های داخلی نابود شد و در نزدیکی آن، گمان می‌رود در نصیرآباد، امیر قائن، در ۱۲۸۶، که به عنوان فرمانروای سیستان برای کنترل این بخش‌ها فرستاده شده بود، قلعه‌ای با نام نَصرَت‌آباد/نصیرآباد ساخت که به عنوان مرکز سیستان به شهر سیستان معروف شده و حسین‌آباد نیز میان حصار آن قرار گرفته بود. لازم بتوضیح است پیشینه و نام نصیرآباد، که در دوره ای دارالحکومه سیستان بوده است، به دوران ملک نصیرالدین کیانی حاکم سیستان باز می گردد. به نظر می‌رسد سه‌کوهه/سی‌پیه/سکوهه، که برخی پژوهشگران آن را شهر بزرگ سیستان پیش از نصیرآباد دانسته‌اند، همان حسین‌آباد باشد که بعدها به دلیل وجود خرابه‌هایی بر روی سه تپه آن، به این نام خوانده شده است. آثار این سه تپهٔ باستانی امروزه در روستایی به نام سکوهه در بخش شیب آب زابل موجود است.
کوی و برزنی که امروز زابل نامیده می‌شود در گذشته زمین هایی با تپه‌هایی از سبزه‌زارها و رسوبات دریایی بودهکه بخشی از آن در گذرگاه رودخانهٔ هیرمند جای داشته است. با کم شدن آب رودخانه بر وسعت خشکی‌های اطراف آن افزوده شد و با اتصال دو آبادی اولیه به نام های ناصر آباد و یا شهر ناصری و حسین آباد، آبادی بزرگی تشکیل می گردد که در سال ۱۳۱۴ خورشیدی بر طبق مصوبه هیات وزیران، آن آبادی را زابل نامیدند و در سال ۱۳۱۶ خورشیدی نیز به مرکز سیستان تبدیل شد. سپس بنیان‌گذاری پادگان ارتشی نیز بر ارزش آن افزوده است.
در ۱۳۱۶ ه‍. خ، با تشکیل شهرستان زابل در استان هشتم (کرمان و مکران)، زابل مرکز این شهرستان شد. شهرستان زابل در ۳۱ امرداد ۱۳۲۶ از استان هشتم جدا شد و به ناحیهٔ تازه‌ تأسیس سیستان و بلوچستان پیوست. از ۱۳۴۰ ه‍.خ شهرستان زابل جزو استان سیستان و بلوچستان شده است.

## موقعیت جغرافیایی
شهرستان زابل شمال شرقی استان سیستان و بلوچستان با مختصات جغرافیایی ۳۱ درجه و ۲ دقیقه عرض شمالی و ۶۱ درجه و ۳۹ دقیقه طول شرقی قرار گرفته است. شهرستان زابل از شمال به شهرستان نیمروز، از شرق به شهرستان هیرمند واز جنوب به شهرستان هامون و شهرستان زهک و از غرب به شهرستان هامون محدود می‌شود.

## زیست‌محیط
آب و هوای زابل از گونهٔ بیابانی و گرم و خشک با کمینهٔ دما منفی ۱۲ درجه و بیشینهٔ دما ۵۳ درجه گزارش شده است. وزش باد در شهرستان در سراسر فرگردها ادامه داد، بادهای ۱۲۰ روزه که برآمده از توده‌های پرفشار باختری است که در فرگرد تابستان از راستهٔ شمال شرق به جنوب شرق می‌وزد. بیشینهٔ وزش این باد در تیر ماه به صد کیلومتر در ساعت نیز می‌رسد که در راه خود بانی جابجایی ریگ‌های روان می‌گردد و تندباد و توفان‌های شن، تپهٔ ماهور و ماسه بادی‌ها را پدیدار می‌دهد. راهکار پیشگیری از پیشرفت این توفان‌ها در بوم سیستان، برنامهٔ پابرجایی شن‌های روان به دستاویز مارس پاشی و فراهمی پوشش گیاهی است. در گذشته از باد در این شهرستان بهره‌گیری فراوان می‌گشته همانند خارخانه‌ها (کولرهای طبیعی منازل)، یخ‌دانها، بادگیرها و آس‌بادها آنچنان که این بومسار به نام خاستگاه آس باد در دنیا پاژنام گرفته است.
ارتفاعات مهم این شهرستان کوه خواجه و قلعه رستم است که در باختر زابل جای دارد.

## مناطق زابل
شهرستان زابل دارای دو شهر (زابل و بنجار) ۱۷۱۹۴۰ نفر جمعیت که از این تعداد ۱۳۷۷۲۲ نفر آن در شهر زابل، ۴۰۸۸ نفر آن در شهر بنجار و ۳۰۱۳۰ نفر آن در ۷۸ آبادی بزرگ و کوچک در بخش مرکزی استقرار دارند. مسافت شهرستان زابل تا تهران ۱۵۴۸ کیلومتر و ارتفاع از سطح دریا۴۸۰ متر می‌باشد.

## جاذبه های گردشگری
شهر زابل به سبب اینکه شهری تاریخی و کهن می باشد دارای آثار و بنای های تاریخی و جاذبه های گردشگری زیادی می باشد. برخی از جاذبه های گردشگری زابل عبارتند از:
- قلعه سکوهه

- قلعه رستم

- دهانه غلامان
- ارگ جلال آباد
- ارگ چهل دختران
- آتشکده کرکویه
- شهر سوخته

## جمعیت شناسی
جمعیت زابل را سیستانی‌ها تشکیل می‌دهند که عمدتاً به گویش سیستانی تکلم می‌کنند،
هرچند در میان نسل‌های جوان گویش سیستانی رو به فراموشی است. اقلیت کوچکی هم از بلوچ ها  در شهر حضور دارند. مردم زابل که عمدتا سیستانی ها هستند؛ اهل تشیع هستند. 
| اقوام شهر زابل   | اقوام شهر زابل   | اقوام شهر زابل | اقوام شهر زابل | اقوام شهر زابل |
| ---------------- | ---------------- | -------------- | -------------- | -------------- |
| قومیت            | قومیت            |                | درصد           | درصد           |
| سیستانی          | سیستانی          |                | ۹۷٪            | ۹۷٪            |
| بلوچ             | بلوچ             |                | ۲٫۸٪           | ۲٫۸٪           |
| سایر و بدون جواب | سایر و بدون جواب |                | ۰٫۲٪           | ۰٫۲٪           |

### جمعیت
جمعیت شهر زابل در سرشماری سال ۱۳۹۵،
برابر با ۱۳۴،۹۵۰ نفر بوده است.

## ره‌آوردها
ره‌آوردهای زابل، شامل غذاهای سنتی، صنایع دستی، محصولات و سوغات است.

### خوراک‌ها
از بیشترین و نامدارترین خوراکی‌های بومی شهرستان ک فراگیر است از: نان بزرگ سیستانی، چنگالی، غلور، آچار، کشک زرد، گندم شیر، پلو، مدل، املت سوزی، نان جو، تجگی، پوری، شورو، لندو، لتی، گندم بریو، کشک کولی، خرمابریون، قاتقاشکنه کشته، چولی، بورک، دوغ بر، ماهی شیرپز، کله جوش، رخمی، قروت، پوچ، قتلمه دیگی، اشکنه آرد دستمال، اوجیزک، اشکنه انارترش، گرماست، رشته بریو، اوجیزک گشنیز، کلوچه قندی، کلوچه خرمایی، ترکی، کورگی، قوتوی سیستانی، شیرینک، شیره هندوانه، چمچه ریزک، پله.

### صنایع دستی
- پشتی و گلیم‌بافی
- قالی‌بافی
- توتَن‌سازی (بلم‌سازی)
- تولید ابزارآلات موسیقی
- کلوچه و نان‌پزی
- حصیربافی یا خولک‌بافی
- پرده‌بافی
- خومَک دوزی (خامه دوزی بر روی لباس مردانه)
- سوزن دوزی و سیاه دوزی
- بافت قالیچه سیستانی

## زیر ساخت ها

### دانشگاه‌ها

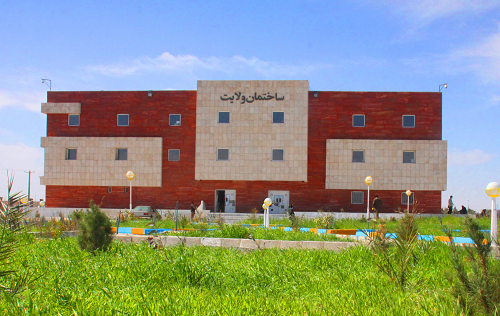
دانشگاه زابل

- دانشگاه زابل
- دانشگاه علوم پزشکی زابل
- دانشگاه آزاد اسلامی واحد زابل
- دانشگاه پیام نور مرکز زابل
- دانشگاه فرهنگیان زابل
- دانشکده فرخی سیستانی

### بیمارستان‌ها و مراکز درمانی
- بیمارستان امیرالمؤمنین (زابل)
- بیمارستان امام خمینی (درانتظار افتتاح و تکمیل)[۱۰]
- بیمارستان هامون زابل
- بیمارستان خیریه الزهرا آیت‌الله سیستانی
- بیمارستان تخصصی سل زابل[۱۱]

### بوستان ها و فضای سبز
مساحت کل جنگل های شهرستان زابل، بیش از ۱۲۶۰۰۰ هکتار می باشد. برخی بوستان های مهم شهر زابل عبارتند از :
- بوستان یعقوب لیث سیستانی
- بوستان بهار
- پارک ملت
- پارک بشیر الله
- بوستان الغدیر

### تربیت بدنی
این شهرستان از وجود ۱ استادیوم، ۹ میدان فوتبال، ۴ زمین والیبال، ۱۰ زمین بسکتبال، ۲۸ سالن ورزشی و ۳ ورزشگاه بهرمند می‌باشد. سرانه فضای ورزشی سرپوشیده به ازای هر هزار نفر ۳۳ متر مربع و سرانه فضای ورزشی روباز ۵۷ متر مربع برای هزار نفر جمعیت است.

### صنعت و معدن
تعداد صنایع موجود شهرستان زابل ۷۲ واحد می‌باشد که تعداد – واحد آن در نقاط روستایی و تعداد – واحد بقیه در نقاط شهری مستقر می‌باشند. در سال ۱۳۸۲ تعداد ۲ کارگاه فعال مسئولیت استخراج ن را به عهده داشته که عمده‌ترین معادن موجود در سطح این شهرستان عبارت‌اند از: کرومیت – مرمر – سنگ لاشه. سهم شهرستان از کارگاه‌های معدنی فعال استان ۳/۱۳ درصد می‌باشد. میزان تولیدات اسمی سالانه گروه معدنی غیر فلزی – تن می‌باشد که – درصد تولیدات معدنی کل استان را به خود اختصاص داده است.

## امور تولیدی و اقتصادی